# بریستول ام. ۱
بریستول ام. ۱ (به انگلیسی: Bristol M.1) یک هواگرد ساختِ کارخانهٔ بریستول ایروپلین در کشور بریتانیا است . نخستین استفاده‌کنندهٔ این هواپیما یکان پروازی پادشاهی بریتانیا بوده‌است. این هواگرد برای نخستین بار در ۱۴ ژوئیه ۱۹۱۶ میلادی مورد استفاده قرار گرفت.